# Mar de Etiopía

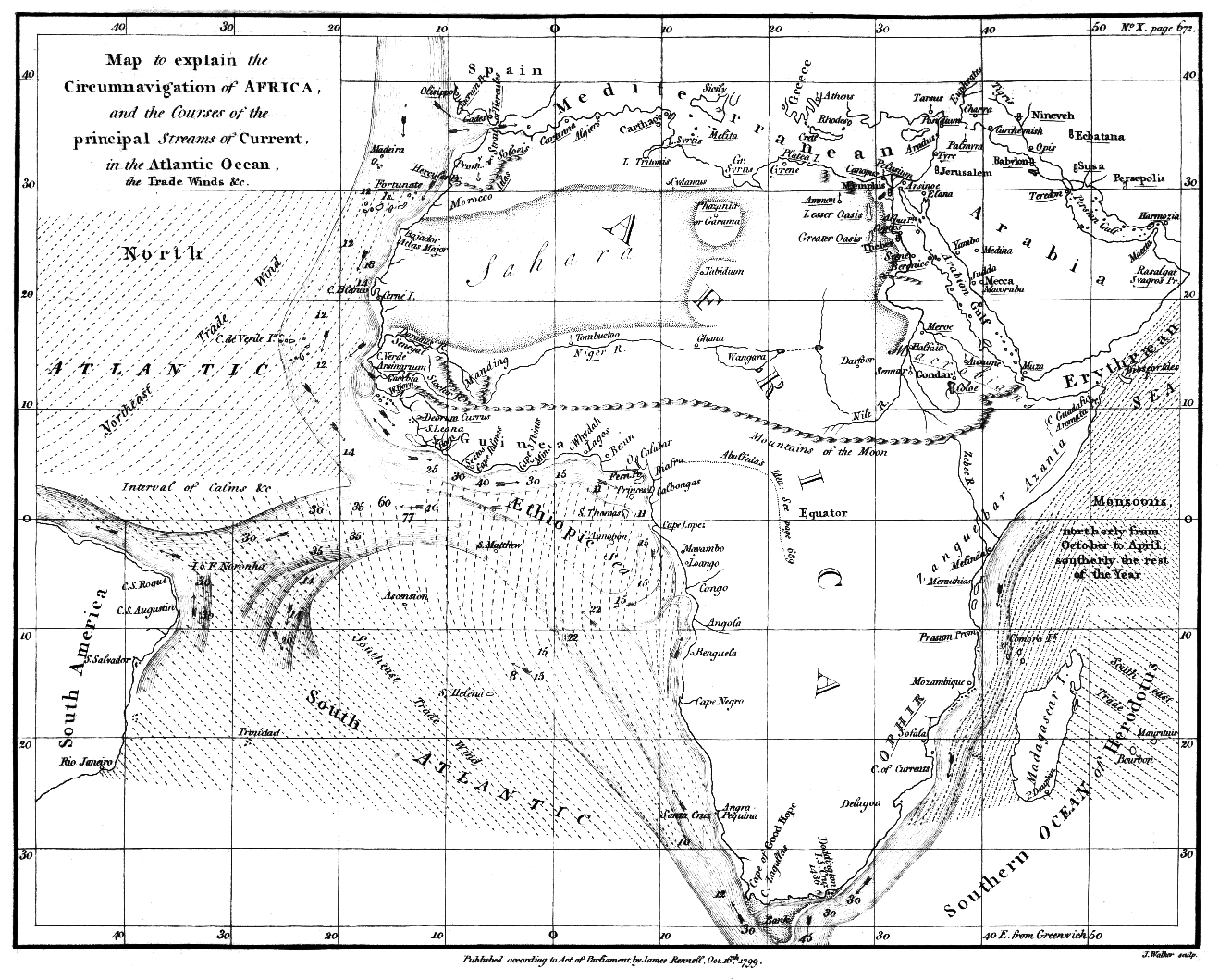
Mapa inglés del donde el Atlántico en la zona del golfo de Guinea aparece como el Aethiopian Sea.

Mar de Etiopía (en latín: Æthiopicum Mare) fue el nombre dado a la parte sur del océano Atlántico. Este nombre poco tiene que ver con la Etiopía moderna y actualmente esta obsoleto.
En los mapas del siglo XVI el Océano Atlántico septentrional se conocía como el Sinus Occidentalis, mientras que la parte central, al suroeste de la zona de la actual Liberia se conocía como el Sinus Atlanticus y el Atlántico meridional como el Mare Aethiopicum.
Según los antiguos historiadores griegos Diodor y Paléfato, las gorgonas habitaban las isla Górgades en el mar de Etiopía. La isla más grande era la isla de Cerna. Henry T. Riley, 
haciendo el comentario de los textos de Ovidio especula que estas islas podrían ser las islas de Cabo Verde.
El botánico William Albert Setchell atribuye este nombre a ciertas islas antárticas.